# Vicente Espinel
Vicente Gómez Martínez-Espinel (Ronda, 28 dicembre 1550 – Madrid, 4 febbraio 1624) è stato un poeta, romanziere, musicista e presbitero spagnolo del Siglo de Oro. Gli si attribuisce l'aggiunta della quinta corda alla chitarra e la creazione della moderna forma poetica della décima, in suo onore denominata "espinella" in lingua spagnola.

## Biografia
Vicente Espinel condusse una vita avventurosa. I suoi genitori si chiamavano Francisco Gómez Espinel e Juana Martínez. Nel 1570 si iscrisse all'Università di Salamanca, dove adottò il secondo cognome del padre. Interruppe una prima volta gli studi nel 1572 per la chiusura dell'università. Nel 1574 era alférez nella flotta convenuta a Santander. Scampato a una epidemia di peste, lo stesso anno si recò a Valladolid dove entrò al servizio di don Pedro de Castro, duca di Lemos; rimase col Lemos quattro anni, fino alla sfortunata battaglia di Alcazarquivir 1578. Passato quindi a Siviglia, Espinel s'abbandonò a una vita dissipata dalla quale lo trassero fuori alcuni fidi amici fra cui il marchese di Denia che lo inviò in Italia perché si mettesse al servizio di Antonio de Guzmán, governatore di Milano. Durante il tragitto fu fatto però prigioniero prima dai pirati di Algeri e poi, liberatosi dai barbareschi, dai genovesi di Marcello Doria i quali lo scambiarono per un "rinnegato". La narrazione della sua prigionia e le circostanze della liberazione saranno poi narrate dall'Espinel in alcune pagine del suo romanzo Marcos de Obregón. 

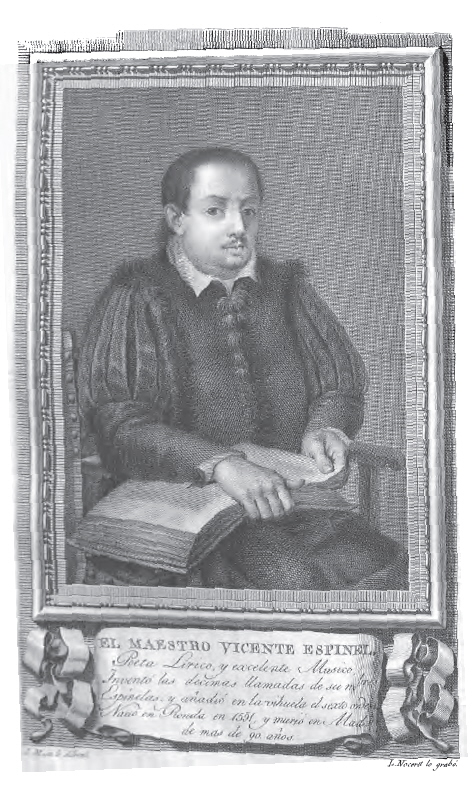
Ritratto di Vicente Espinel

Riacquistata la libertà, fu soldato nelle Fiandre, agli ordini di Alessandro Farnese, e partecipò all'assedio di Maastricht nel corso della Guerra degli ottant'anni (1579). Tornato in Italia, dimorò a Milano per tre anni frequentando il circolo di artisti raccolti attorno al presidente del tribunale, Antonio de Londoño; nella città lombarda ebbe modo di perfezionare la propria cultura musicale. Infine si decise a tornare in Spagna e si trasferì a Madrid. Rientrò poi nella terra natale, l'Andalusia, e riprese gli studi in teologia dapprima a Ronda e successivamente a Malaga; in quest'ultima città venne ordinato sacerdote nel 1589. Dopo aver ottenuto il baccellierato in arti all'università di Granada,  ottenne di essere nominato cappellano dell'Ospedale reale di Santa Barbara in Ronda; conservò questo posto fino al termine dei suoi giorni, ma con difficoltà perché l'Espinel pretendeva di risiedere a Madrid. Nel 1623 ottenne il posto di maestro di cappella della Capilla del Obispo de Plasencia a Madrid, dove, finalmente libero dal bisogno, poté dedicarsi completamente alla letteratura e alla musica. 
Espinel fu molto stimato in vita: ebbe rapporti di amicizia anche con Cervantes, Góngora e Francisco de Quevedo. Lope de Vega, che vedeva in Espinel il suo maestro, gli dedicò El caballero de Illescas (1602). Per i moderni Espinel resta tuttavia soprattutto il romanziere del Marcos de Obregón. Lope de Vega gli attribuì a torto l'aggiunta della quinta corda alla chitarra; l'attribuzione venne tuttavia confutata già nel XVII secolo da alcuni musicisti spagnoli quali Doici Nicolao de Velasco e Gaspar Sanz.

## Opere
Espinel compose poesie in lingua latina e in lingua castigliana.
- Diversas Rimas, con el Arte poetica de Oracio, traduzidas en verdo castellana, Madrid: de Montoya,  1591.
Raccolta delle poesie in lingua castigliana. La raccolta contiene la prima traduzione in castigliano dell'Ars poetica di Orazio, liriche (Cancìón á mi patria), epistole (A don Francisco Pacheco), egloghe (dialogo tra un soldato e un pastore sulle guerre in Italia). I versi di Espinel sono apprezzati per la perfezione tecnica. È giudicato il creatore della moderna forma poetica della Decima, una strofa composta da dieci ottonari denominata espinella in suo onore.
- Relaciones de la vida del escudero Marcos de Obregón, Madrid: Juan de la Cuesta, 1618. 
È un romanzo picaresco ricco di dettagli autobiografici e storici. Fu tradotto lo stesso anno 1618 in Francia e ispirò più tardi Lesage che ne riprese alcuni episodi nel suo Storia di Gil Blas di Santillana.